# José Inácio da Silva
José Inácio da Silva (Rio Grande do Sul, 1756 — [por volta de] 1839) foi um militar e político brasileiro.
Ainda jovem, sentou praça em um regimento de milícias na província de São Pedro do Rio Grande do Sul. A partir daí, ascendeu na carreira militar rapidamente. Em 5 de fevereiro de 1784, tornou-se secretário da comissão que realizava a demarcação dos limites entre o Brasil e as colônias espanholas na região do Chuí. Após participar de campanha militar em 1801, foi promovido a tenente-coronel, por atos de bravura. Depois de nova campanha, entre 1811 e 1812, foi nomeado coronel.
Participou da junta governativa provisória gaúcha que comandou a província de 1822 a 1824. Primeiramente, foi secretário dos negócios da guerra durante a presidência de João Carlos de Saldanha Oliveira e Daun, o Duque de Saldanha, de 22 de fevereiro a 29 de agosto de 1822. A seguir, tornou-se vice-presidente do governo de João de Deus Mena Barreto, entre 29 de agosto de 1822 e 7 de setembro de 1822. Depois, segundo vice-presidente, de 7 de setembro de 1822 a 29 de novembro de 1823. Enfim, foi empossado presidente do governo provisório em 29 de novembro de 1823. Sua administração se encerrou em 8 de março de 1824.
Presume que tenha falecido em torno de 1839.